# Leucania nudivena
Leucania nudivena là một loài bướm đêm trong họ Noctuidae.